# Сопка (могильник)

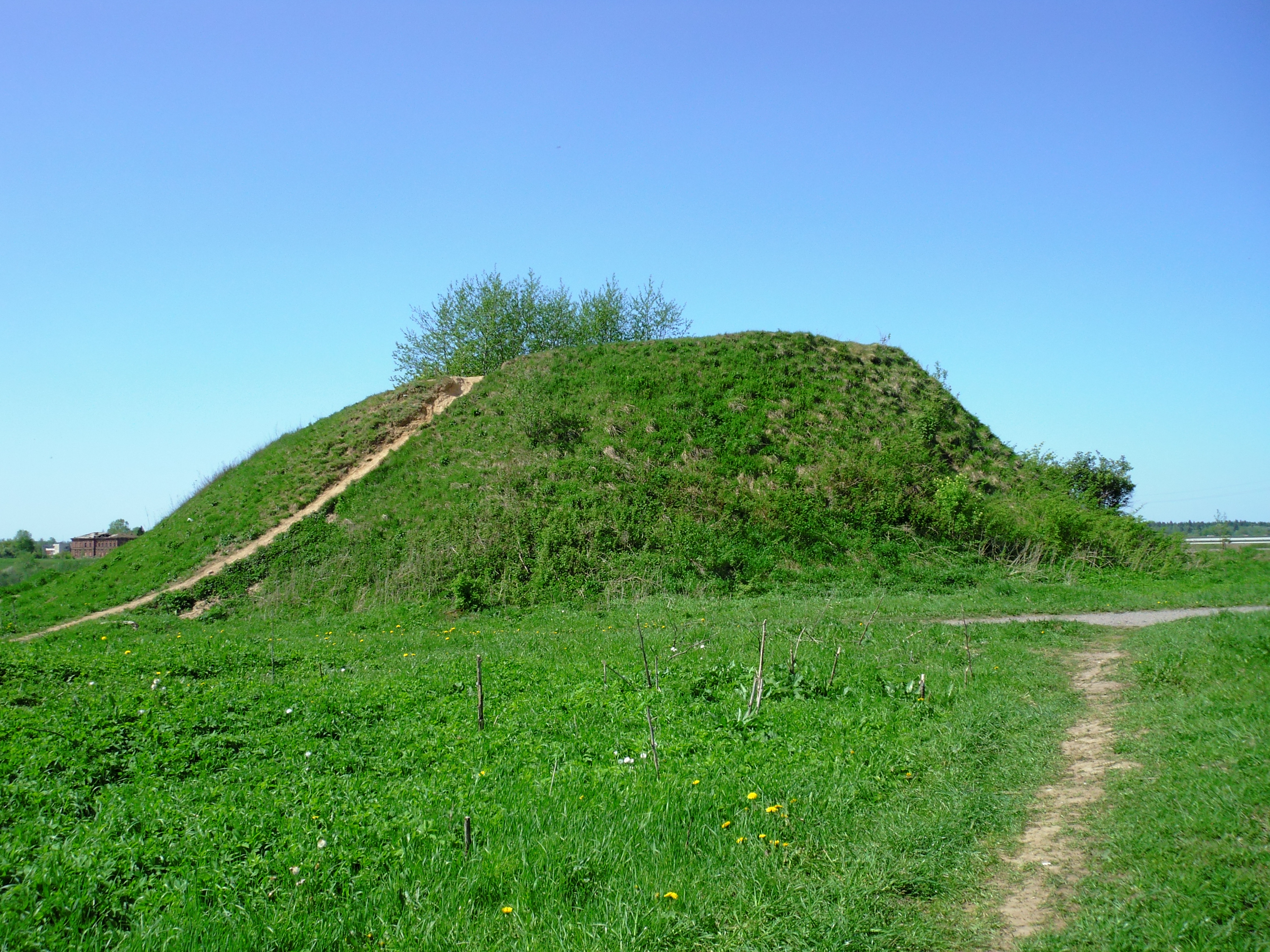
Сопка Ходаковского в Старой Ладоге

Со́пка (от «сыпать») — это вид монументальной (высокой) погребальной насыпи курганного типа, соответствующий культуре сопок. В археологии Северо-Западной Руси (Великий Новгород и окрестности) под сопкой понимается монументальное курганное сооружение с погребениями по обряду трупосожжения. Одной из самых крупных является Передольская сопка.
В археологический оборот термин сопка был введен Зорианом Доленга-Ходаковским в XIX веке. Классификация сопок была разработана В. П. Петренко. Как правило, в теле сопок не содержится мужских погребений, а зачастую не содержится погребений вообще. Захоронения кремированных остатков людей помещались на вершины ярусов сопок. Так, например, на вершине сопки у деревни Сковородка было обнаружено около 15 кг кальцинированых костей и остатки деревянного «ящика» (вес костей одного человека после кремации оценивается в 60 грамм).